# ماريو لوبيز
ماريو لوبيز (بالإنجليزية: Mario Lopez) (و. 1973 – م) هو ممثل، وممثل تلفزيوني، من الولايات المتحدة الأمريكية، ولد في سان دييغو، كاليفورنيا.

## وصلات خارجية
- ماريو لوبيز على موقع IMDb (الإنجليزية)
- ماريو لوبيز على موقع ألو سيني (الفرنسية)
- ماريو لوبيز على موقع ميوزك برينز (الإنجليزية)
- ماريو لوبيز على موقع أول موفي (الإنجليزية)
- ماريو لوبيز على موقع قاعدة بيانات برودواي على الإنترنت (الإنجليزية)
- ماريو لوبيز على موقع قاعدة بيانات الأفلام السويدية (السويدية)
- ماريو لوبيز على موقع إن إن دي بي (الإنجليزية)
- ماريو لوبيز على موقع قاعدة بيانات الفيلم (الإنجليزية)
- ماريو لوبيز على موقع كينوبويسك (الروسية)